# Le Clan des suricates
Le Clan des suricates (Meerkat Manor) est une série télévisée animalière et dramatique britannique diffusée entre le 2 septembre 2005 et le 22 août 2008 sur Animal Planet.
En France, la série a été diffusée entre le 24 septembre 2006 et le 22 avril 2009 sur France 5 puis rediffusée sur Numéro 23 depuis le 13 décembre 2012.
Alors qu'il était prévu pour durer encore quelques saisons au Royaume-Uni, le programme a finalement été annulé en août 2008. La série connaît toutefois une suite en 2021 titrée Meerkat Manor: Rise of the Dynasty. En France, elle est diffusée sur France 5 du 18 mars au 5 avril 2022 sous le titre Le clan des suricates, nouvelle génération.

## Synopsis
Cette série présente la vie quotidienne d'une famille de suricates, dans le désert du Kalahari, en Afrique du Sud.

## Épisodes

### Première saison (2005)
1. La famille Moustache (A Family Affair)
2. Querelles de voisinage (Love Thy Neighbour)
3. Grosses chaleurs (Some Like It Hot)
4. Premiers pas  (Revolution)
5. La fin de l'enfance  (Childhood's End)
6. Les jolis cœurs (Boys Will Be Boys)
7. Un royaume divisé (Divided Loyalties)
8. Le retour de Fleur (The Good, The Bad, And The Desperate)
9. Les malheurs de Daisy (Daisy's Choice)
10. Une reine toute-puissante (Flower Power)
11. Les petits explorateurs (An Awfully Big Adventure)
12. Le calme avant la tempête (The Calm Before the Storm)
13. Le prix de la victoire (Moving On)

### Deuxième saison (2006)
1. Du nouveau chez les Moustache (Cold Comfort)
2. Les intrépides (The Three Amigos)
3. L'attaque des Commando (Young Blood)
4. Le grand déménagement (Iron Lady)
5. La douceur du foyer (There's No Place Like Home)
6. La rencontre des chefs (When Flower Met Hannibal)
7. L'union fait la force (United We Stand)
8. L'ennemi infiltré (The Enemy Within)
9. Le grand frisson (The Art of Leadership)
10. Les sœurs ennemies (Balance Of Power)
11. Une fatale imprudence (Growing Pains)
12. Moustache contre Moustache (The Godmother)
13. La loi du plus fort (The Killing Fields)

### Troisième saison (2007)
1. Le clan des suricates en terrain hostile (On Dangerous Ground)
2. La mission (The Mission)
3. Les sœurs fâchées (Something's Got to Give)
4. Liaison fatale (The Death of Romance)
5. La disparition (Tale of Ren and Stumpy)
6. Du rififi chez les ennemis (The House of Zappa)
7. L'exode (Heavy the Crown)
8. Cobra (Journey's End)
9. Un nouveau jour (A New Day)
10. Salut l'artiste (Farewell My Lovely)
11. L'expédition (Three Degrees of Separation)
12. Le feu de l'amour (The Graduate)
13. Haute tension (A Family at War)

### Quatrième saison (2008)
1. La roue tourne (To Have and to Have Not)
2. L'amour est dans le désert (All Manor of Love)
3. L'intrus (Rising Star)
4. Seule contre tous (The Family Way)
5. Signe Zorro (The Mark of Zorro)
6. De grande espérance (Great Expectations)
7. Les anges gardiens (The Bodyguard)
8. Une journée héroïque (Divided We Fall)
9. Une place au soleil (To The Manor Born)
10. Les oiseaux (The Birds)
11. Les belles et les clochards (The Rovers Return)
12. Chérie, j'ai mangé les gosses (Home Alone)
13. Mère Courage (The Darkest Day)